# Irmãos Seabra
Roberto Seabra e Nelson Seabra , filhos de Gervásio Seabra, herdaram do pai a paixão pelo turfe.
Roberto Grimaldi Seabra nasceu no ano de 1916. Era casado com Elizabeth Malburg Seabra e morreu em 2 de dezembro de 2005 no Rio de Janeiro.
Nelson Grimaldi Seabra nasceu em 1919  e morreu em 2002, no Rio de Janeiro.
Titulares do Haras Guanabara e do Stud Seabra, constam da relação dos maiores criadores e proprietários de cavalos de corrida do Brasil. Foram os que fizeram os  maiores investimentos da raça, nas décadas de 1950 e 1960, o que contribuiu decisivamente para projetar a criação brasileira nos mercados internacionais. 
Escorial, o primeiro cavalo brasileiro a vencer provas importantes na Argentina (como o GP Carlos Pellegrini e o GP 25 de Mayo) e Emerald Hill, a primeira égua brasileira a se destacar em pistas norte-americanas, eram de sua criação.